# Brennerei Schmittmann

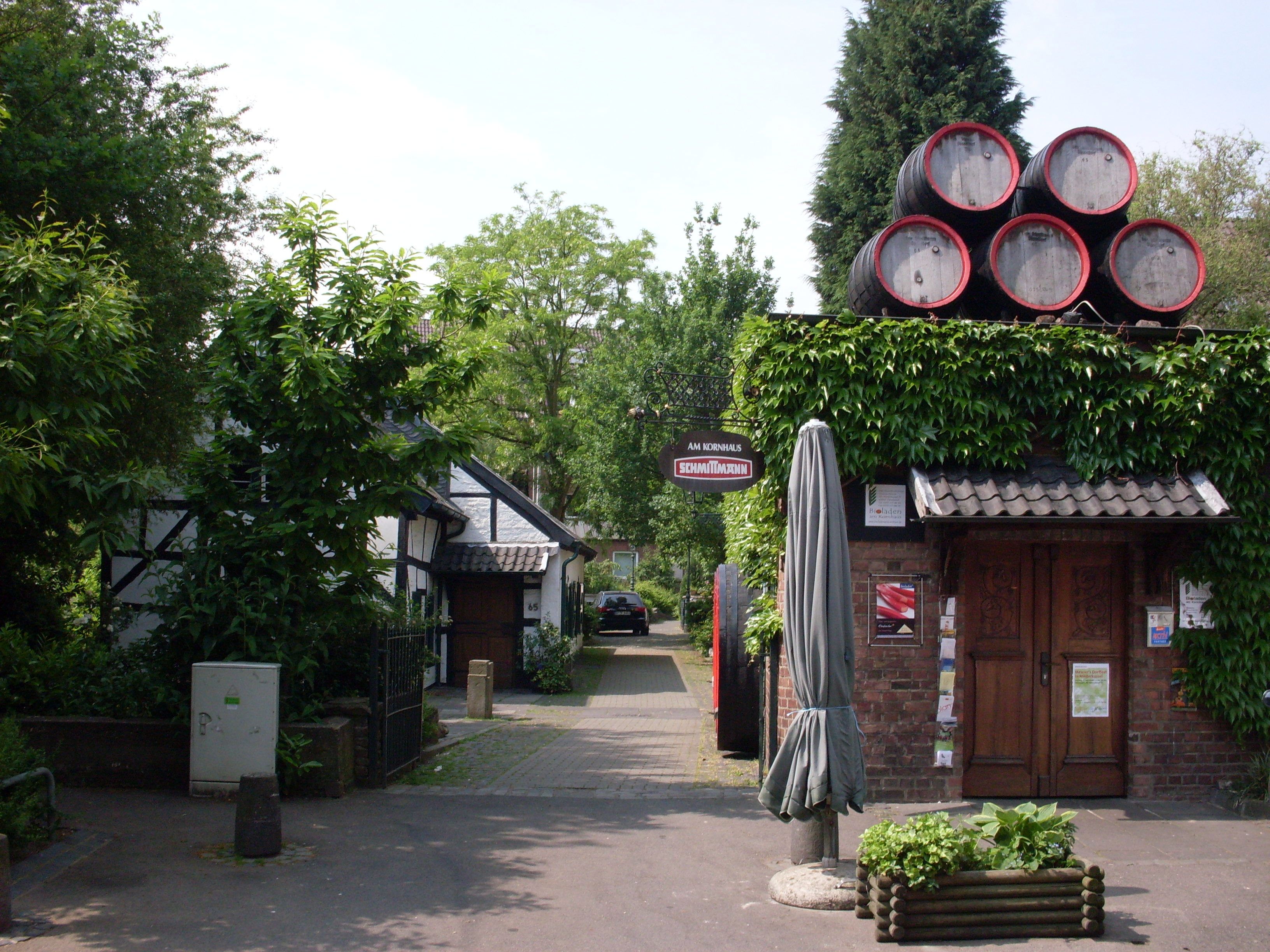
Kornhaus der Brennerei Schmittmann in Düsseldorf-Niederkassel

Schmittmann ist der Name einer Spirituosen-Brennerei im Düsseldorfer Stadtteil Niederkassel.

## Geschichte
Die Brennerei Schmittmann wurde im Jahre 1818 gegründet. Das Unternehmen dehnte sich nach und nach räumlich auf das heutige Gelände aus. Im Ersten Weltkrieg musste die Firma die wertvollen kupfernen Geräte und Einrichtungen abliefern und kam zum Erliegen. Die Brüder Heinrich und Josef Schmittmann konzentrierten sich danach auf den Ausbau der Brennerei an der Niederkasseler Straße 104. Die beiden Söhne der Gebrüder Schmittmann, Hubert und Franz Josef, entwickelten das Unternehmen nach dem Zweiten Weltkrieg zu einer modernen Brennerei.
Kurt Schmittmann, Sohn von Hubert Schmittmann, der Brennerei-Technologie in Berlin studiert hatte, trat 1965 in das Geschäft ein, 1989 wurde er alleiniger Gesellschafter. Er machte sich unter anderem um die Verbreitung der Samtkragen-Zeremonie in Düsseldorf verdient, für die auf einen Korn ein wenig Boonekamp gegossen wird. Seine beiden Töchter erweiterten später die Produktpalette um Produkte wie den Kakao-Nuss-Likör Canous und den Schmittmann-Gin 1818. Zu den weniger bekannten Produkten des Niederkasseler Hauses gehört ein Petersilien-Elixir, das unter den Namen „Herz-Wein“, verkauft wird und auf den Konzepten Hildegard von Bingens basiert.
Heute leiten die Schwestern Sonja und Vera, Töchter von Kurt Schmittmann, die Brennerei.

## Denkmalschutz
Die Brennerei Schmittmann wurde am 28. Juni 1982 unter der Denkmalnummer A 151 in die Liste der Baudenkmäler in Niederkassel (Düsseldorf) eingetragen.